# Olivier Delaître
Olivier Delaître (ur. 1 czerwca 1967 w Metzu) – francuski tenisista, reprezentant kraju w Pucharze Davisa.

## Kariera tenisowa
Jako zawodowy tenisista Delaître startował w latach 1986–2000.
W grze pojedynczej Francuz nie wygrał turnieju z cyklu ATP World Tour, pomimo że cztery razy osiągał finał.
W grze podwójnej Delaître zwyciężył w piętnastu turniejach o randze ATP World Tour i jedenaście razy był finalistą tych rozgrywek. Swój największy deblowy sukces odniósł w 1999 roku triumfując w zawodach ATP Masters Series w Monte Carlo, gdzie tworzył parę z Timem Henmanem. W rozgrywkach wielkoszlemowych najdalej doszedł do półfinału Wimbledonu z 1999 roku. Partnerem deblowym Delaîtra był wówczas Fabrice Santoro.
W rankingu gry pojedynczej Delaître najwyżej był na 33. miejscu (20 lutego 1995), a w klasyfikacji gry podwójnej na 3. pozycji (12 lipca 1999).
Delaître wystąpił w latach 1994, 1995, 1999, 2000 osiem razy w reprezentacji Francji w Pucharze Davisa. W 1999 roku awansował z drużyną do finału imprezy, ale Francuzi nie sprostali wówczas Australijczykom, a para Delaître-Santoro uległa duetowi Todd Woodbridge–Mark Woodforde. Łącznie w reprezentacji zagrał w jednym zwycięskim meczu singlowym oraz siedmiu spotkaniach deblowych, z których w czterech wygrał.

### Finały w turniejach ATP World Tour
| Nazwa                                                   |
| ------------------------------------------------------- |
| Wielki Szlem                                            |
| Igrzyska olimpijskie                                    |
| ATP Tour World Championships / Tennis Masters Cup       |
| ATP Masters Series                                      |
| ATP Championship Series / ATP International Series Gold |
| ATP World Series / ATP International Series             |

#### Gra pojedyncza (0–4)
| Końcowy wynik | Nr | Data                 | Turniej      | Nawierzchnia    | Przeciwnik      | Wynik finału |
| ------------- | -- | -------------------- | ------------ | --------------- | --------------- | ------------ |
| Finalista     | 1. | 15 września 1991     | Bordeaux     | Twarda          | Guy Forget      | 1:6, 3:6     |
| Finalista     | 2. | 20 października 1991 | Lyon         | Dywanowa (hala) | Pete Sampras    | 1:6, 1:6     |
| Finalista     | 3. | 10 stycznia 1993     | Kuala Lumpur | Twarda          | Richey Reneberg | 3:6, 1:6     |
| Finalista     | 4. | 21 sierpnia 1994     | Indianapolis | Twarda          | Wayne Ferreira  | 2:6, 1:6     |

#### Gra podwójna (15–11)
| Końcowy wynik | Nr  | Data                 | Turniej      | Nawierzchnia    | Partner             | Przeciwnicy                         | Wynik finału     |
| ------------- | --- | -------------------- | ------------ | --------------- | ------------------- | ----------------------------------- | ---------------- |
| Zwycięzca     | 1.  | 10 lutego 1991       | Guarujá      | Twarda          | Rodolphe Gilbert    | Shelby Cannon Greg Van Emburgh      | 6:2, 6:4         |
| Zwycięzca     | 2.  | 7 lutego 1993        | Marsylia     | Dywanowa (hala) | Arnaud Boetsch      | Ivan Lendl Christo Van Rensburg     | 6:3, 7:6         |
| Finalista     | 1.  | 29 sierpnia 1993     | Long Island  | Twarda          | Arnaud Boetsch      | Marc-Kevin Goellner David Prinosil  | 7:6, 5:7, 2:6    |
| Zwycięzca     | 3.  | 9 stycznia 1994      | Ad-Dauha     | Twarda          | Stéphane Simian     | Shelby Cannon Byron Talbot          | 6:3, 7:6         |
| Zwycięzca     | 4.  | 19 czerwca 1994      | Halle        | Trawiasta       | Guy Forget          | Henri Leconte Gary Muller           | 6:4, 6:7, 6:4    |
| Zwycięzca     | 5.  | 28 sierpnia 1994     | Long Island  | Twarda          | Guy Forget          | Andrew Florent Mark Petchey         | 6:4, 7:6         |
| Zwycięzca     | 6.  | 18 września 1994     | Bordeaux     | Twarda          | Guy Forget          | Diego Nargiso Guillaume Raoux       | 6:2, 2:6, 7:5    |
| Zwycięzca     | 7.  | 23 lipca 1995        | Waszyngton   | Twarda          | Jeff Tarango        | Petr Korda Cyril Suk                | 1:6, 6:3, 6:2    |
| Finalista     | 2.  | 5 maja 1996          | Monachium    | Ceglana         | Diego Nargiso       | Lan Bale Stephen Noteboom           | 6:4, 6:7, 4:6    |
| Finalista     | 3.  | 20 października 1996 | Tuluza       | Twarda (hala)   | Guillaume Raoux     | Jacco Eltingh Paul Haarhuis         | 3:6, 5:7         |
| Finalista     | 4.  | 16 lutego 1997       | Marsylia     | Twarda (hala)   | Fabrice Santoro     | Thomas Enqvist Magnus Larsson       | 3:6, 4:6         |
| Zwycięzca     | 8.  | 23 lutego 1997       | Antwerpia    | Twarda (hala)   | David Adams         | Sandon Stolle Cyril Suk             | 3:6, 6:1, 6:2    |
| Finalista     | 5.  | 19 października 1997 | Lyon         | Dywanowa (hala) | Fabrice Santoro     | Ellis Ferreira Patrick Galbraith    | 6:3, 2:6, 4:6    |
| Finalista     | 6.  | 11 stycznia 1998     | Ad-Dauha     | Twarda          | Fabrice Santoro     | Mahesh Bhupathi Leander Paes        | 4:6, 6:3, 4:6    |
| Finalista     | 7.  | 12 kwietnia 1998     | Ćennaj       | Twarda          | Maks Mirny          | Mahesh Bhupathi Leander Paes        | 7:6, 3:6, 2:6    |
| Finalista     | 8.  | 19 kwietnia 1998     | Tokio        | Twarda          | Stefano Pescosolido | Sébastien Lareau Daniel Nestor      | 3:6, 4:6         |
| Zwycięzca     | 9.  | 26 lipca 1998        | Stuttgart    | Ceglana         | Fabrice Santoro     | Joshua Eagle Jim Grabb              | 6:1, 3:6, 6:3    |
| Finalista     | 9.  | 16 sierpnia 1998     | Cincinnati   | Twarda          | Fabrice Santoro     | Mark Knowles Daniel Nestor          | 1:6, 1:2 krecz   |
| Zwycięzca     | 10. | 4 października 1998  | Tuluza       | Twarda (hala)   | Fabrice Santoro     | Paul Haarhuis Jan Siemerink         | 6:2, 6:4         |
| Zwycięzca     | 11. | 11 października 1998 | Bazylea      | Twarda (hala)   | Fabrice Santoro     | Piet Norval Kevin Ullyett           | 6:3, 7:6         |
| Zwycięzca     | 12. | 25 października 1998 | Lyon         | Dywanowa (hala) | Fabrice Santoro     | Tomás Carbonell Francisco Roig      | 6:2, 6:2         |
| Zwycięzca     | 13. | 25 kwietnia 1999     | Monte Carlo  | Ceglana         | Tim Henman          | Jiří Novák David Rikl               | 6:2, 6:3         |
| Finalista     | 10. | 22 sierpnia 1999     | Indianapolis | Twarda          | Leander Paes        | Paul Haarhuis Jared Palmer          | 3:6, 4:6         |
| Zwycięzca     | 14. | 29 sierpnia 1999     | Long Island  | Twarda          | Fabrice Santoro     | Jan-Michael Gambill Scott Humphries | 7:5, 6:4         |
| Zwycięzca     | 15. | 3 października 1999  | Tuluza       | Twarda (hala)   | Jeff Tarango        | David Adams John-Laffnie de Jager   | 3:6, 7:6(2), 6:4 |
| Finalista     | 11. | 16 stycznia 2000     | Auckland     | Twarda          | Jeff Tarango        | Ellis Ferreira Rick Leach           | 5:7, 4:6         |